# Liste der Verkehrsminister von Mecklenburg-Vorpommern
Liste der Verkehrsminister von Mecklenburg-Vorpommern.

## Verkehrsminister Mecklenburg-Vorpommern (seit 2006)
| Name                                                         | Amtsantritt                                     | Kabinett                                        | Partei                                          |
| Minister für Verkehr, Bau und Landesentwicklung              | Minister für Verkehr, Bau und Landesentwicklung | Minister für Verkehr, Bau und Landesentwicklung | Minister für Verkehr, Bau und Landesentwicklung |
| ------------------------------------------------------------ | ----------------------------------------------- | ----------------------------------------------- | ----------------------------------------------- |
| Otto Ebnet                                                   | 7. November 2006                                | Ringstorff III                                  | SPD                                             |
| Volker Schlotmann                                            | 6. Oktober 2008                                 | Sellering I                                     | SPD                                             |
| Minister für Energie, Infrastruktur und Landesentwicklung    |                                                 |                                                 |                                                 |
| Volker Schlotmann                                            | 25. Oktober 2011                                | Sellering II                                    | SPD                                             |
| Christian Pegel                                              | 14. Januar 2014                                 | Sellering II                                    | SPD                                             |
| Minister für Energie, Infrastruktur und Digitalisierung      |                                                 |                                                 |                                                 |
| Christian Pegel                                              | 1. November 2016 4. Juli 2017                   | Sellering III Schwesig I                        | SPD                                             |
| Minister für Wirtschaft, Infrastruktur, Tourismus und Arbeit |                                                 |                                                 |                                                 |
| Reinhard Meyer                                               | 15. November 2021                               | Schwesig II                                     | SPD                                             |
| Wolfgang Blank                                               | 11. Dezember 2024                               | Schwesig II                                     | parteilos                                       |